# ضوء دندرة

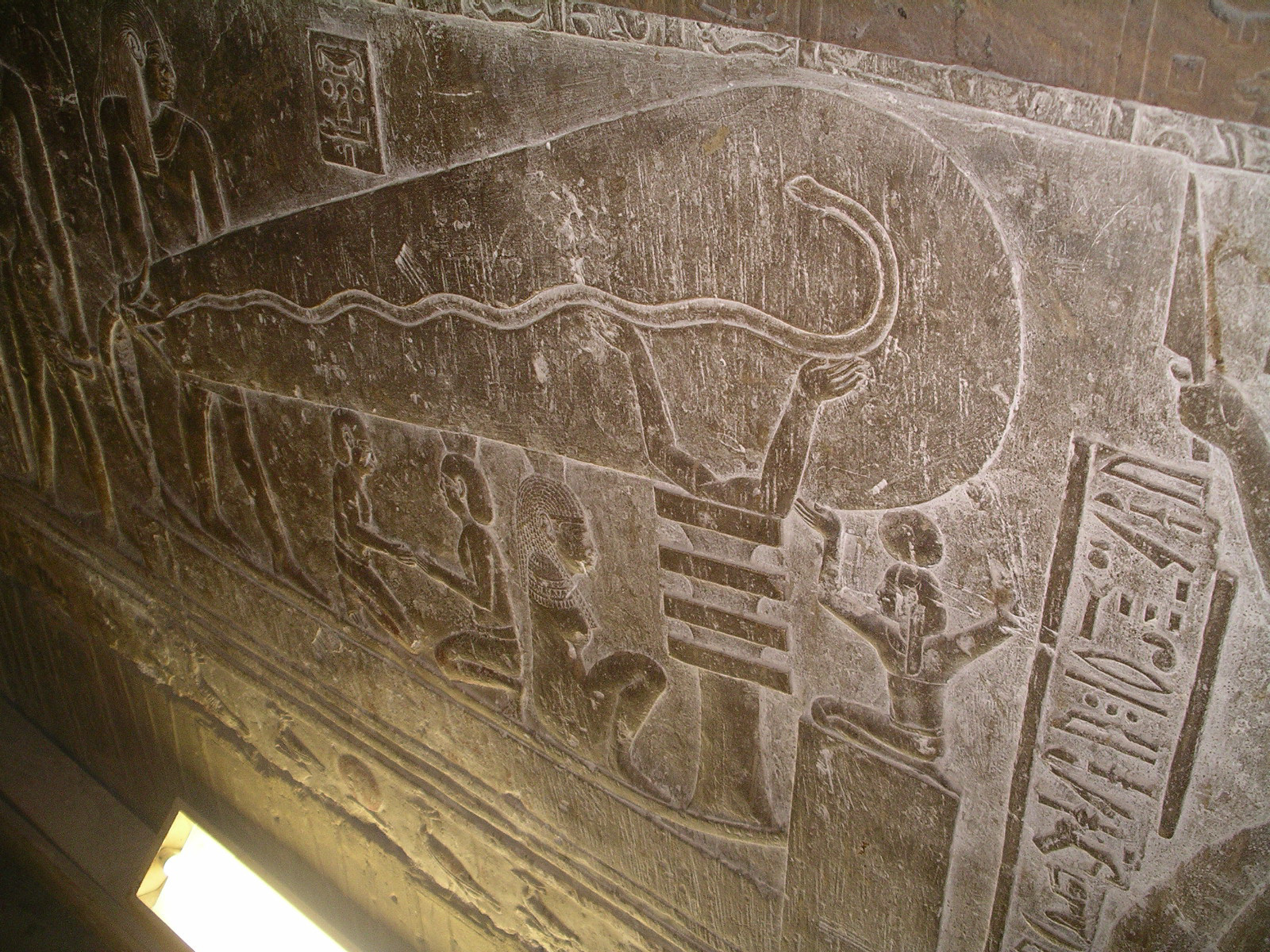
ضوء دندرة، إظهار الصورة الوحيدة في الجدار الأيمن للجناح الأيسر للسرداب.

ضوء دندرة يتضمن ثلاثة نقوش (صورة واحدة وصورتان مزدوجتان) في معبد حاثور الذي يوجد في معبد دندرة المركب الذي يوجد في مصر. علماء المصرية يفسرون بالتقاليد المصرية القديمة بانها زهرة تكشف عن ثعبان، ممثلاً مظهراً للميثالوجيا المصرية:
النقوش الرائعة والمبهمة بالسرداب كونية تصور الحية ( في سفر التكوين فصل السماوات والأرض). مولود بالفطرة بالنيلوفر(زهرة)، رمز التكوين المُظهر للوعي.
بالمقارنة مع التفسير السائد، هناك نظرية توضح أن المصريون أستخدموا نوع من التقنية الكهربائية القديمة. مقارنةً إلى أدوات حديثة، كالمصباح القوسي، أنبوب غايسلر..الخ. وهناك حجج أخرى تدعم مثل هذا التفسير أو توازية (كاستخدام المرايا المتعاكسة).أستخدم المفسرون هذا التفسير أيضاً كـ(استخدام أقطاب عالية مغطاة بصحون نحاسية. لكن الدكتور بولكو كتب بالتفصيل لماذا يوضع النحاس أعلى الأقطاب (والذي هو أقل درجة من الأقطاب التي توصع للمنع من الصواعق) لم يكن لها علاقة بالبرق أو الكهرباء، يشير بذلك إلى أنه ليس هناك أي دليل لوجود أي أداة تستخدم لمعالجة الكهرباء بمصر وكانت الرسمة سحرية وليست نوع من الأدوات الكهربائية.

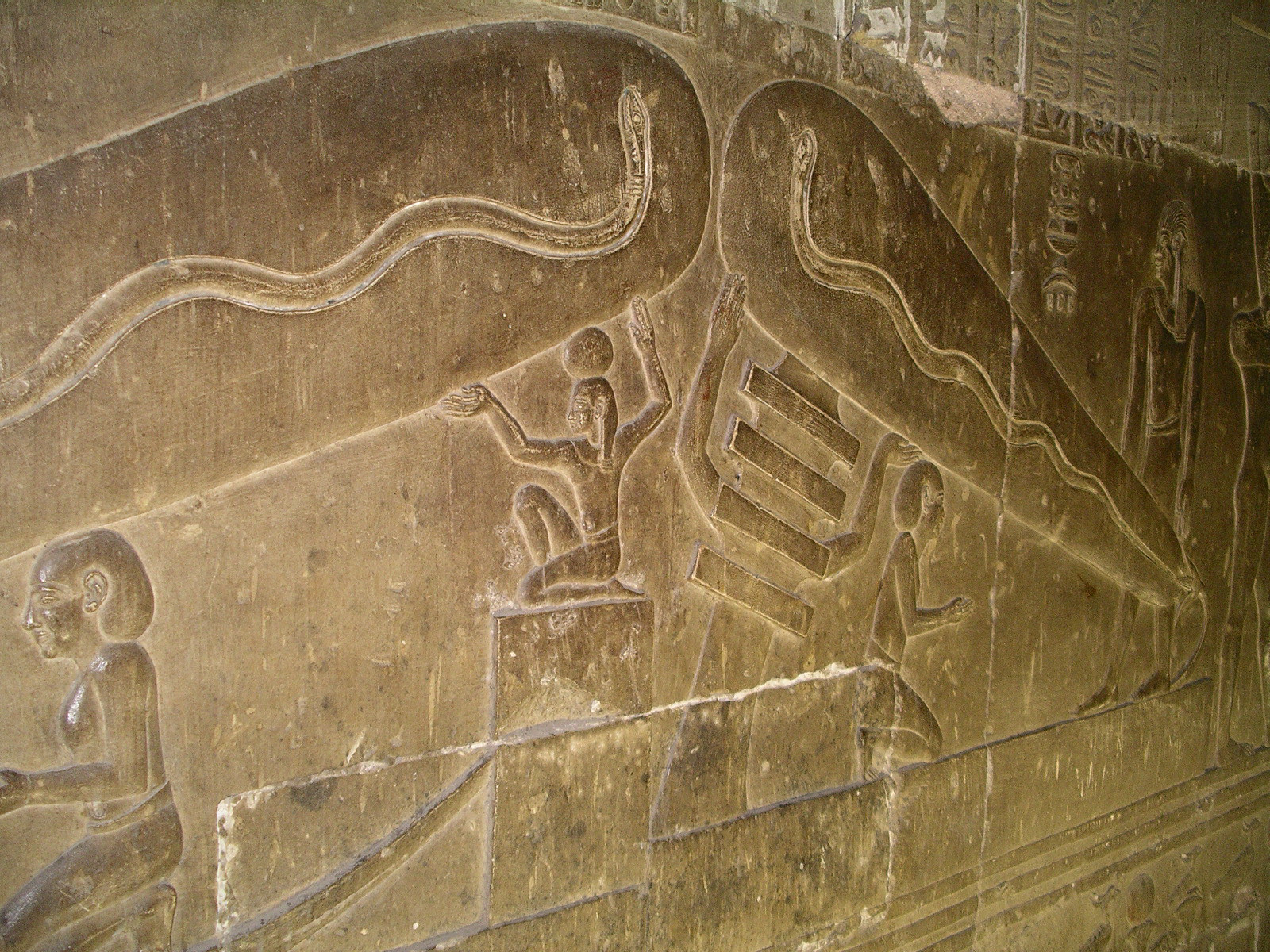
نقش مزدوج على الجدار الأيمن.
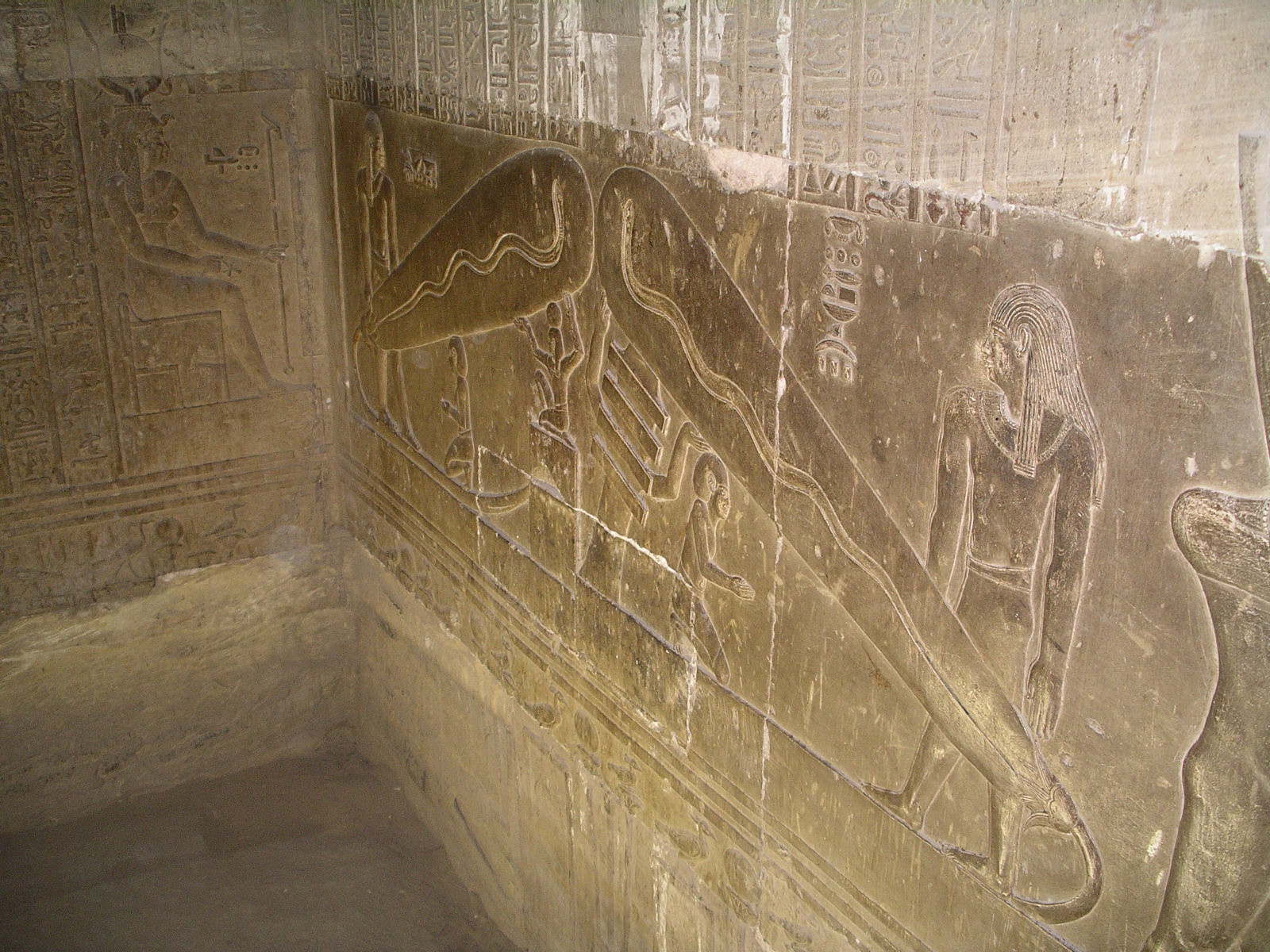
نقش مزدوج على الجدار الأيمن.

## وصلات خارجية
- The Dendera Reliefs, Catchpenny Mysteries.
- Frank Dörnenburg, Electric lights in Egypt? نسخة محفوظة 8 أبريل 2005 على موقع واي باك مشين.. 2004. (ed. An analysis of how the Egyptians didn't have electricity).